# Jaroslav Jeremiáš

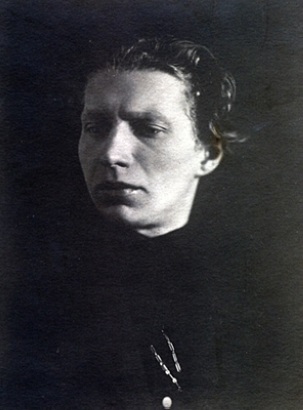
Jaroslav Jeremiáš

Jaroslav Jeremiáš (* 14. August 1889 in Písek; † 16. Januar 1919 in Budweis) war ein tschechischer Komponist, Dirigent und Pianist.

## Leben und Wirken
Jaroslav Jeremiáš war der Sohn des Komponisten und Musikpädagogen Bohuslav Jeremiáš und der Bruder von Otakar Jeremiáš. Seinen ersten Klavierunterricht erhielt er von seiner Mutter Vilma. Ab 1906 studierte er am Prager Konservatorium Orgel und Komposition bei Karel Stecker, Komposition bei Vítězslav Novák sowie Klavier.
Nach seinem Studienabschluss war er zunächst als Musiklehrer an der von seinem Vater geleiteten Musikschule in Budweis tätig und war dann 1910/1911 Kapellmeister an der Oper in Ljubljana. Anschließend ging er nach Prag, wo er Konzerte gab, unterrichtete und sich dem Komponieren widmete. Mit seinem Bruder unternahm er Reisen in die Schweiz, nach Deutschland und Italien. Er war für kurze Zeit als Pianist Mitglied eines Trios, bevor er 1914/1915 nochmals als Musiklehrer in Budweis unterrichtete und dort einen Chor leitete. Anschließend ging er wieder nach Prag und wirkte hauptsächlich als Klavierbegleiter für die Opernsänger Karel Burian, Emil Burian und Olga Barová-Valoušková, mit denen er auch zahlreiche Konzertreisen unternahm. Von einer Reise nach Linz im Sommer 1918 kehrte er mit einer Lungen- und Herzerkrankung zurück, in deren Folge er dann nach kurzer Zeit starb.
Jeremiáš komponierte eine Oper, Bühnenmusiken, ein Mysterienspiel, ein Oratorium, ein Idyll und eine Romanze für Orchester, zahlreiche Chorwerke und Lieder sowie Werke für Klavier und Soloinstrumente (Violine, Bratsche und Cello).

## Werke (Auswahl)
Jeremiáš komponierte eine Oper, mehrere Bühnenmusiken, ein Oratorium, Orchesterwerke, zahlreiche Chorwerke und Lieder sowie Werke für Klavier und Soloinstrumente.
Bühnenwerke
- Starý král, Oper, UA 1919 am Nationaltheater Prag
- Sestra Beatrice, Bühnenmusik zum Werk von Maurice Maeterlinck, 1914
- Tristan, Bühnenmusik zum Werk von Jaroslav Maria, 1915
- Mistr Jan Hus, Oratorium (Vertonung des Textes von František Serafínský Procházka), 1914–1915, aufgeführt 1920 in Prag

Orchesterwerke
- Jarní romance, sinfonische Dichtung
- Vítězství ideálů, 1909